# Csi Cseng
Csi Cseng (pinjin: Ji Cheng; kínai: 计成; (Tungli (Tongli), 1582 – 1642 körül); további névváltozatok: Vu Fou (Wu Fou), 无否 (udvariassági név); Pi Tao-zsen (Pi Daoren) 否道人 (tiszteleti név); a Ming-dinasztia korának egyik legismertebb kínai kertépítője, festő.
A Ming-dinasztia Vanli (Wanli) uralkodói korszakának 10. évében született a Szucsou (Suzhou) melletti Tungli (Tongli) városkában.
Már fiatalon nevet szerzett magának tájkép-festményeivel és kertépítészeti munkáival. Példaképe volt a Szung-dinasztia (Song-dinasztia) két festője, Kuan Tung (Guan Tong) (关仝) és Csing Hao (Jing Hao) (荆浩).
Számos magánkertet tervezett élete során Dél-Kínában. Hajlott korában könyvben összegezte tapasztalatait, ami nem csak a kínai kertépítészet első monográfiája lett, hanem a világon első ilyen jellegű mű: Jüanje (Yuanye) (园冶), A kertek ereje.
Csi Cseng (Ji Cheng) harmincötszobás volt lakóháza Tungli (Tongli)ban ma turisztikai látványosság.
A hagyomány Csi Cseng (Ji Cheng)nek tulajdonítja a mondást: „A kertet az emberi kéz hozza létre, de úgy kell látszania, mintha az ég teremtette volna”.

## Fordítás
- Ez a szócikk részben vagy egészben  a   Ji Cheng című angol Wikipédia-szócikk ezen változatának fordításán alapul.  Az eredeti cikk szerkesztőit annak laptörténete sorolja fel. Ez a jelzés csupán a megfogalmazás eredetét és a szerzői jogokat jelzi, nem szolgál a cikkben szereplő információk forrásmegjelöléseként.
- Ez a szócikk részben vagy egészben  a   Ji Cheng című francia Wikipédia-szócikk ezen változatának fordításán alapul.  Az eredeti cikk szerkesztőit annak laptörténete sorolja fel. Ez a jelzés csupán a megfogalmazás eredetét és a szerzői jogokat jelzi, nem szolgál a cikkben szereplő információk forrásmegjelöléseként.